# Бородинка (приток Путиловки)
Бородинка (нем. Ilme) — река в Польше и России, бо́льшая её часть протекает по территории Озёрского и Правдинского районов Калининградской области. Левобережный приток Путиловки.

## География и гидрология
Длина реки Бородинки — 63 км, площадь водосборного бассейна — 246 км².
Исток реки расположен на территории Польши у населённого пункта Ольшево-Венгожевске, входящего в состав гмины Будры, Венгоженского повята.
Ниже по течению река пересекает российско-польской границу, и оставшаяся её часть расположена на территории Калининградской области. Попадая на территорию РФ река протекает по территории Озёрского городского округа по посёлкам: Пограничное, Мальцево и Белинское. Далее русло реки переходит на территорию Правдинского района, где протекает по населённым пунктам: Чайковское, Фрунзенское, Красное.
В районе посёлка Новобобруйска по левому берегу впадает в реку Путиловку, на 14 километре по её течению.

## Данные водного реестра
По данным государственного водного реестра России относится к Балтийскому бассейновому округу, водохозяйственный участок реки — Преголя. Относится к речному бассейну реки Неман и рекам бассейна Балтийского моря (российская часть в Калининградской области).
Код объекта в государственном водном реестре — 01010000212104300010435.